# Lijst van afleveringen van Sanjay en Craig
Hieronder volgt de lijst van afleveringen van Sanjay en Craig. Deze Amerikaanse animatieserie wordt onder meer uitgezonden op Nickelodeon.

## Seizoen 1
- Seizoen 1 zal 40 afleveringen krijgen.

| Nr. | Aflevering | Titel                                        | Regisseur  | Schrijver                                        | Uitzenddatum NL   | Uitzenddatum VS   | Productiecode |  |
| --- | ---------- | -------------------------------------------- | ---------- | ------------------------------------------------ | ----------------- | ----------------- | ------------- |  |
| 1   | 1          | Brandgiftig Kont Specialist (Brett Venom MD) | Tom Yasumi | Neil Graf, Blake Lemons, & Chris Viscardi        | 21 september 2013 | 25 mei 2013       | 101           |  |
| 2   | 2          | Schater Beving (Laugh Quake)                 | Tom Yasumi | Carl Faruolo, Bryan Mann, & Chris Viscardi       | 21 september 2013 | 25 mei 2013       | 101           |  |
| 3   | 3          | Maximum Dennis                               | Tom Yasumi | Matt Layzell, Tom Parkinson, & Andreas Trolf     | 28 september 2013 | 1 juni 2013       | 102           |  |
| 4   | 4          | Honden Golf (Dog Wave)                       | Tom Yasumi | Jim Dirschberger, Matt Layzell, & Tom Parkinson  | 28 september 2013 | 1 juni 2013       | 102           |  |
| 5   | 5          | Hoogtevrees (Heightmare)                     | Tom Yasumi | Jim Dirschberger, Matt Layzell, & Tom Parkinson  | 6 oktober 2013    | 8 juni 2013       | 103           |  |
| 6   | 6          | Net als Tufflips (Be Like Tufflips)          | Tom Yasumi | Abe Audish, Tom King, & Andreas Trolf            | 6 oktober 2013    | 8 juni 2013       | 103           |  |
| 7   | 7          | Stinkjong (Stinkboy)                         | Tom Yasumi | Ryan Crego, Tom King, Will McRobb, & M.J. Sandhe | 5 oktober 2013    | 22 juni 2013      | 104           |  |
| 8   | 8          | Wolfie                                       | Tom Yasumi | Greg Araya, Carl Faruolo, & Andreas Trolf        |                   | 22 juni 2013      | 104           |  |
| 9   | 9          | Traffical Island                             | Tom Yasumi | Matt Layzell, Tom Parkinson, & Joe Stillman      |                   | 29 juni 2013      | 105           |  |
| 10  | 10         | Partybot                                     | Tom Yasumi | Neil Graf, Blake Lemons, & Joe Stillman          |                   | 29 juni 2013      | 105           |  |
| 11  | 11         | The Giving G                                 | Tom Yasumi | Will McRobb & Madeline Queripel                  |                   | 13 juli 2013      | 106           |  |
| 12  | 12         | Release the Craigan                          | Tom Yasumi | Blake Lemons & Sasha Stroman                     |                   | 13 juli 2013      | 106           |  |
| 13  | 13         | Muscle C.O.P.S.                              | Tom Yasumi | Carl Faruolo & Andreas Trolf                     |                   | 14 september 2013 | 107           |  |
| 14  | 14         | Cold Hard Cash                               | Tom Yasumi | Jim Dirschberger & Tom Parkinson                 |                   | 14 september 2013 | 107           |  |
| 15  | 15         | Unbarfable                                   | Tom Yasumi | Sean Charmatz & Chris Viscardi                   |                   | 21 september 2013 | 108           |  |
| 16  | 16         | Game On                                      | Tom Yasumi | Tom King & Joe Stillman                          |                   | 21 september 2013 | 108           |  |
| 17  | 17         | Doom Baby                                    |            |                                                  |                   | 5 oktober 2013    | 109           |  |
| 18  | 18         | Laked Nake                                   |            |                                                  |                   | 5 oktober 2013    | 109           |  |
| 19  | 19         | Family Re-Noodman                            |            |                                                  |                   | 19 oktober 2013   | 110           |  |
| 20  | 20         | Blackout                                     |            |                                                  |                   | 19 oktober 2013   | 110           |  |